# Sotteville
Sotteville è un comune francese di 444 abitanti situato nel dipartimento della Manica nella regione della Normandia.

## Società

### Evoluzione demografica
Abitanti censiti